# 中華民國國防部

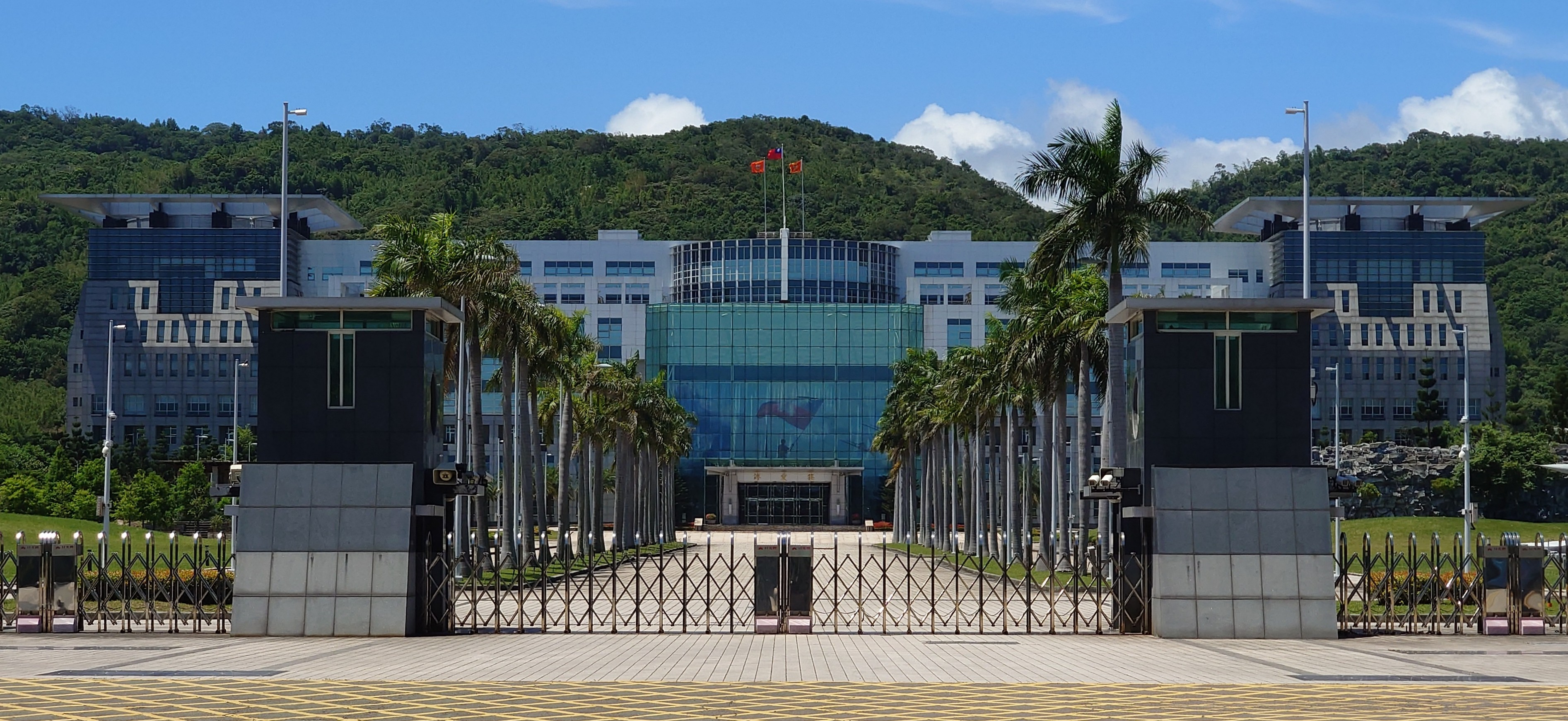
國防部本部大樓（博愛營區）

國防部是中華民國軍事及國防事務之最高主管機關，負責統轄中華民國國軍各部隊。下轄參謀本部、陸軍司令部、海軍司令部、空軍司令部、憲兵指揮部、資通電軍指揮部、全民防衛動員署、政治作戰局、主計局、軍備局、軍醫局等軍事機關與機構，以及所屬業務與學術單位。並於部外設立國家中山科學研究院及國防安全研究院。
國防部是唯一有設副部長及不設政務次長的行政院部會。依照《中華民國憲法》及《國防法》的規定，總統統率全國陸海空軍，為三軍統帥，行使統帥權指揮軍隊，直接責成國防部部長，由部長命令參謀總長指揮執行之。

## 歷史
國防部前身，可追溯至1912年中華民國建國時，南京臨時政府的中华民国陆军部和中華民國海軍部。1925年，國民政府成立，同時設置國民政府軍事委員會為最高軍事機關。1928年10月，國民革命軍北伐勝利後，軍事委員會停止運作，所轄事務分別移交由行政院管轄的軍政部、海軍部、參謀本部、軍事參議院、訓練總監部辦理。
軍政部隸屬於行政院，1928年11月21日国民政府公布《军政部组织条例》，辖总务厅、陆军署、海军署、航空署、军需署、兵工署，掌理全國陸軍、海軍、空軍行政事宜，監督指導各省區軍政事務。軍事參議院是國民政府最高軍事咨詢機關。:236不久，海军署独立为海军部。
军政部首任部长冯玉祥。1929年3月冯玉祥称病呈请辞职，鹿钟麟任军政部政务次长、代理军政部部务。1929年10月鹿钟麟辞职，政务次长朱绶光代理部务。1930年3月何应钦任军政部长，直至1945年。
1932年1月，為統一軍政系統，國民政府恢復軍事委員會，蔣中正為委員長兼參謀本部參謀總長。直到中國抗日戰爭結束。1933年底航空署改为航空委员会，直属于军事委员会。1935年重新颁布了军政部组织法，军政部隶属于行政院，掌理全国陆军行政事宜。辖总务厅、军务司、交通司、军法司、军需署、兵工署。
1946年6月1日，撤銷軍事委員會及軍政部等組織，改組設立國防部，首任國防部部長白崇禧上將、參謀總長陳誠上將。:48當時由國防最高委員會以行政命令《國防部組織綱要》成立，國防部承國民政府主席之命，綜理軍令事宜，並承行政院院長之命，綜理軍政事宜。
行憲後，行政院分別於1947年、1954年將《國防部組織法》送請立法院審議，但均以未能適應動員戡亂機宜為由退回；直至1970年立法院通過《國防部組織法》，國防部才完成法制化。2002年3月1日，《國防法》、《國防部組織法》新條文等國防二法施行後，正式確立以國防部為中心的國防一元化體制：全國國防組織分為國防部、參謀本部、軍事機關（即陸軍總司令部、海軍總司令部、空軍總司令部、聯勤總司令部、後備司令部、憲兵司令部）等三大系統，參謀本部和各軍事機關直接向國防部部長負責，國防部本部並增設副部長（軍政及軍備各1名）以輔助部長。
1999年1月1日，國防部成立「國軍人才招募中心」。
2006年2月，國防部將各軍種總司令部改為「司令部」，總司令更名為「司令」。2008年11月1日，聯合後勤司令與後備司令的軍銜從二級上將降編為中將。2010年3月1日，成立「國防智庫籌備處」，規劃成立國防部專屬智庫。2013年元旦，國防部因應行政院組織改造實施組織調整，軍法司與法制司合併為國防部本部一級單位「法律事務司」；參謀總長非戰時降編為二級上將，戰時仍維持一級上將；聯合後勤司令部裁撤整編為「陸軍後勤指揮部」；後備司令部和憲兵司令部改為直屬國防部的「後備指揮部」、「憲兵指揮部」；總政治作戰局更名為「政治作戰局」。
2021年3月25日行政院會議通過組改法案，其中後備動員制度為統合、提升動員整訓及調度量將增設國防部防衛後備動員署。 2021年6月9日，修正公布《國防部組織法》，新設全民防衛動員署，後備指揮部移編至全民防衛動員署，資通電軍指揮部改為直屬國防部。
2022年1月1日，全民防衛動員署成立。3月5日，新制教育召集正式實施，每日施訓10小時（含夜間2小時），合計訓練136小時。

### 部址沿革
中華民國國防部部址，最早可以追溯至南京市黃埔路2號。該地原為中央陸軍軍官學校校址，中國抗日戰爭後改為國防部本部所在地。中共建政後，先後為華東軍政大學和中国人民解放军军事学院佔用，現為中国人民解放军东部战区总部机关所在地。
中華民國政府遷臺後，部址設於臺北市博愛特區忠愛營區（日治時代臺灣軍司令部位址，今臺北市中正區博愛路172號），當時在博愛特區另有貴陽大樓、博愛大樓等辦公廳舍。此時的國防部各單位長期散駐於臺北市內各地辦公，工作協調不便，亦不利戰時指揮管制。
1997年起，由於部分辦公處所老舊、空間狹小，國防部開始實施「博愛專案」，於臺北大直的三軍大學舊址新建國防部大樓（國防部本部）以及空軍司令部新址。全區於2004年動工。
2012年10月5日，空軍司令部遷入新址大直「忠勇營區」啟用；位於臺北市仁愛路的空軍總司令部舊址（仁愛營區，臺北市大安區仁愛路三段55號），先由空軍保修指揮部與空軍儀隊使用，後由行政院接管，2014年11月10日被臺北市政府指定為市定古蹟。
國防部本部大樓的部分，因原承包機電工程的榮電公司發生財務問題，後改由城安新科技接手，延後至2014年7月10日完工，同年12月8日正式遷入，同年12月27日完成落成啟用典禮。目前的本部位於大直「博愛營區」，與鄰近的海軍司令部、空軍司令部、圓山指揮所、衡山指揮所等單位結合形成一個完整的國防指揮中心。
2014年12月8日，國防部部址從忠愛營區遷至博愛營區；同年12月27日，博愛營區落成啟用，忠愛營區原部址由現全民防衛動員署後備指揮部、國防安全研究院使用，博愛第一、第二與採購大樓移撥法務部。

## 組織

### 部本部單位[15]
- 戰略規劃司：司長室、戰略研析處、國防政策處、建軍規劃處、軍制編裝處
- 資源規劃司：司長室、人力資源處、財物資源處、科技企劃處，兼辦財團法人國防工業發展基金會
- 法律事務司：司長室、人權保障處、法紀調查處、法規研審處、訴願權保處
- 整合評估司：司長室、效益評估處、模式模擬處、國防淨評估處、國防創新小組
- 總督察長室
- 國防採購室
- 政務辦公室：政務綜合處、公共事務處、文書檔案處、總務管理處、史政編譯處
- 人事室
- 政風室
- 主計室

常設性任務編組：
- 法規會
- 訴願審議會
- 官兵權益保障會
- 國家賠償事件處理會
- 教師申訴評議委員會
- 性別平等教育委員會
- 國防事務涉密審查會
- 安全調查辦公室

直屬機關（構）
- 國防部政治作戰局
- 國防部軍備局
- 國防部軍醫局
- 國防部主計局
- 國防部全民防衛動員署

研究機構
- 國家中山科學研究院（監督行政法人，國防科研機構）
- 國防安全研究院（公設財團法人，國防部智庫）

直屬單位
- 國防部勤務大隊
- 國防部醫務組聯合診所

### 部本部與直屬機構編制[17][18]
- 部長[15]（1名，特任，為組織法所定）
  - 副部長（特任政務職文官或二級上將，為組織法所定，軍政、軍備各1名）
  - 常務次長（2名，簡任第十四職等或中將，為組織法所定）
    - 參事（6名，簡任第十二職等或中將）
    - 總督察長（1名，簡任第十二職等或中將）
    - 司長（4名，簡任第十二職等或中將）
    - 主任（2名，簡任第十二職等或中將）
    - 研究員（2名，簡任第十職等至第十二職等）
    - 副總督察長（1名，簡任第十一職等或少將）
    - 副司長（4名，簡任第十一職等或少將）
    - 副主任（2名，簡任第十一職等或少將）
    - 處長（28名，簡任第十一職等或少將、上校）
    - 專門委員（15名，簡任第十職等至第十一職等）
    - 簡任技正（1名，簡任第十職等至第十一職等）
    - 副處長（20名，簡任第十職等或上校）
      - 科長（16名，薦任第九職等或上校）
      - 公職律師（2名，薦任第八職等至第九職等或中校）（內1人得列簡任第十職等至第十一職等或少將、上校）
      - 秘書（4名，薦任第八職等至第九職等）（內2人得列簡任第十職等至第十一職等）
      - 技正（2名，薦任第八職等至第九職等）
      - 副研究員（2名，薦任第八職等至第九職等）
      - 視察（36名，薦任第八職等至第九職等）（內15人得列簡任第十職等至第十一職等）
      - 專員（17名，薦任第七職等至第九職等）
      - 科員（36名，委任第五職等或薦任第六職等至第七職等）
      - 技士（5名，委任第五職等或薦任第六職等至第七職等）
        - 技佐（2名，委任第四職等至第五職等）
        - 助理員（5名，委任第四職等至第五職等）（內3人得列薦任第六職等）
        - 書記（5名，委任第一職等至第三職等）

人事室
- 主任（1名，簡任第十職等至第十一職等）
  - 科長（2名，薦任第九職等）
  - 視察（2名，薦任第八職等至第九職等）（內1人得列簡任第十職等至第十一職等）
  - 科員（2名，委任第五職等或薦任第六職等至第七職等）
    - 助理員（1名，委任第四職等至第五職等）

政風室
- 主任（1名，簡任第十職等至第十一職等）
  - 專門委員（1名，簡任第十職等至第十一職等）
    - 科長（3名，薦任第九職等）
    - 視察（3名，薦任第八職等至第九職等）（內1人得列簡任第十職等至第十一職等）
    - 專員（2名，薦任第七職等至第九職等）
    - 科員（5名，委任第五職等或薦任第六職等至第七職等）
      - 助理員（4名，委任第四職等至第五職等）（內2人得列薦任第六職等）
      - 書記（1名，委任第一職等至第三職等）

※編制另有兩名軍職員額。
主計室
- 主任（1名，簡任第十職等至第十一職等）
  - 科長（3名，薦任第九職等）
  - 稽核（3名，薦任第八職等至第九職等）（內1人得列簡任第十職等至第十一職等）
  - 專員（1名，薦任第七職等至第九職等）
  - 科員（1名，委任第五職等或薦任第六職等至第七職等）
    - 佐理員（1名，委任第四職等至第五職等）
    - 書記（1名，委任第一職等至第三職等）

### 參謀本部
- 參謀總長（1名，非戰時降編為二級上將，除非戰爭時期或承平時期有重大功績才能晉升為一級上將）
  - 副參謀總長執行官（1名，二級上將）
    - 副參謀總長（2名，中將）
    - 總士官長（1名，一等士官長）

  - 參謀本部單位
    - 人事參謀次長室次長（陸軍中將）、助次（海軍少將）
    - 情報參謀次長室次長（空軍中將）、助次（陸軍少將或海軍少將）
    - 作戰及計畫參謀次長室次長（陸軍中將）、助次（海軍少將）
    - 後勤參謀次長室次長（海軍中將）、助次（空軍少將）
    - 通信電子資訊參謀次長室次長（空軍中將）、助次（海軍少將）
    - 訓練參謀次長室次長（陸軍中將）、助次（空軍少將）

  - 直屬機構
    - 國軍聯合作戰指揮中心（衡山指揮所，負責執行軍隊指揮事務）主任（空軍少將）
    - 軍事情報局 局長（陸軍中將）副局長（少將）
    - 電訊發展室 主任（中將）副主任（文職或少將）

  - 直屬單位
    - 國防部參謀本部博愛營區裝備維保管制中心

### 軍事機關
負責執行軍隊指揮，軍事機關及其所屬部隊得編配參謀本部。
- 國防部陸軍司令部（負責執行陸軍部隊指揮）
- 國防部海軍司令部（負責執行海軍部隊指揮）
- 國防部空軍司令部（負責執行空軍部隊指揮）

### 軍事機構
- 憲兵指揮部
- 資通電軍指揮部

### 軍事法院
- 國防部高等軍事法院（戰時）

- 戰區臨時法庭（戰時）
- 作戰區臨時法庭（戰時）
- 特定部隊臨時法庭（戰時）

### 其他
- 國防大學
- 國防醫學大學
- 中華民國陸軍軍官學校（陸軍官校）
- 中華民國海軍軍官學校（海軍官校）
- 中華民國空軍軍官學校（空軍官校）
- 空軍航空技術學院（空軍航院）
- 陸軍專科學校（陸軍專校、陸軍士校）
- 中正國防幹部預備學校（中正預校）
- 國防部大直非營利幼兒園
- 國防工業發展基金會（業務由資源規劃司兼辦）
- 駐美軍事代表團（直屬國防部）

## 歷任首長及部長

### 歷任首長

#### 南京臨時政府時期
| 1 | 黃興 (1874–1916) |  | 1912年1月3日 | 1912年3月12日 |

| 1 | 黃鍾瑛 (1869–1912) |  | 1912年1月3日 | 1912年3月12日 |

#### 北洋政府時期
| 1    | 段祺瑞 (1865–1936) |  | 1912年3月29日  | 1915年8月29日  |
| 代理 | 周自齊 (1869–1923) |  | 1913年12月10日 | 1914年2月?日   |
| 代理 | 王士珍 (1861–1930) |  | 1915年5月31日  | 1915年8月29日  |
| 2    | 王士珍             |  | 1915年8月29日  | 1916年4月22日  |
| 3    | 段祺瑞             |  | 1916年4月23日  | 1917年5月23日  |
| 代理 | 張士鈺 (?–1922)    |  | 1917年5月23日  | 1917年6月24日  |
| 4    | 王士珍             |  | 1917年6月24日  | 1917年7月2日   |
| 5    | 段祺瑞             |  | 1917年7月15日  | 1917年11月19日 |
| 6    | 王士珍             |  | 1917年11月19日 | 1918年3月23日  |
| 7    | 段芝貴 (1869–1925) |  | 1918年3月29日  | 1919年1月11日  |
| 8    | 靳雲鵬 (1877–1951) |  | 1919年1月11日  | 1921年5月14日  |
| 代理 | 羅開榜 (1872–1933) |  | 1920年5月15日  | 1920年5月24日  |
| 9    | 蔡成勛 (1873–1946) |  | 1921年5月14日  | 1921年12月24日 |
| 10   | 鮑貴卿 (1867–1934) |  | 1921年12月24日 | 1922年5月9日   |
| 代理 | 金紹曾 (1873–?)    |  | 1922年5月9日   | 1922年6月12日  |
| 11   | 張紹曾 (1879–1928) |  | 1922年8月5日   | 1923年6月13日  |
| 代理 | 王坦 (1886–?)      |  | 1923年7月4日   | 1923年9月4日   |
| 代理 | 金紹曾             |  | 1923年9月4日   | 1924年1月12日  |
| 12   | 陸錦 (1879–1946)   |  | 1924年1月12日  | 1924年10月31日 |
| 13   | 李書城 (1882–1965) |  | 1924年10月31日 | 1924年11月24日 |
| 14   | 吳光新 (1881–1939) |  | 1924年11月24日 | 1925年12月1日  |
| 15   | 賈德耀 (1880–1941) |  | 1925年12月1日  | 1926年5月13日  |
| 16   | 張景惠 (1871–1959) |  | 1926年5月13日  | 1927年6月19日  |

| 1 | 何豐林 (1873–1935) |  | 1927年6月20日 | 1928年6月3日 |

| 1    | 劉冠雄 (1861–1927) |  | 1912年3月29日  | 1916年6月29日  |
| 2    | 程璧光 (1861–1918) |  | 1916年6月30日  | 1917年6月24日  |
| 3    | 薩鎮冰 (1859–1952) |  | 1917年6月24日  | 1917年7月2日   |
| 4    | 劉冠雄             |  | 1917年7月15日  | 1919年12月2日  |
| 5    | 薩鎮冰             |  | 1919年12月3日  | 1921年5月14日  |
| 6    | 李鼎新 (1861–1930) |  | 1921年5月14日  | 1924年10月31日 |
| 7    | 杜錫圭 (1874–1933) |  | 1924年10月31日 | 1924年11月24日 |
| 8    | 林建章 (1874–1940) |  | 1924年11月24日 | 1925年12月31日 |
| 9    | 杜錫圭             |  | 1925年12月31日 | 1926年1月9日   |
| 代理 | 吳紉禮 (1874–1963) |  | 1926年1月9日   | 1926年7月10日  |
| 10   | 杜錫圭             |  | 1926年7月10日  | 1927年6月19日  |

#### 廣州政府時期
| 序                         | 姓名               | 肖像               | 就職時間           | 卸任時間           |                    |                    |                    |                    |                    |                    |                    |
| 護法軍政府陸軍總長         | 護法軍政府陸軍總長 | 護法軍政府陸軍總長 | 護法軍政府陸軍總長 | 護法軍政府陸軍總長 | 護法軍政府陸軍總長 | 護法軍政府陸軍總長 | 護法軍政府陸軍總長 | 護法軍政府陸軍總長 | 護法軍政府陸軍總長 | 護法軍政府陸軍總長 | 護法軍政府陸軍總長 |
| -------------------------- | ------------------ | ------------------ | ------------------ | ------------------ | ------------------ | ------------------ | ------------------ | ------------------ | ------------------ | ------------------ | ------------------ |
| 1                          | 张开儒 (1869–1935) |                    | 1917年9月          | 1918年5月          |                    |                    |                    |                    |                    |                    |                    |
| 2                          | 莫荣新 (1853–1930) |                    | 1918年5月          | 1918年11月         |                    |                    |                    |                    |                    |                    |                    |
| 3                          | 陈炯明 (1878–1933) |                    | 1918年11月         | 1921年4月2日       |                    |                    |                    |                    |                    |                    |                    |
| 中華民國政府陸軍部長       |                    |                    |                    |                    |                    |                    |                    |                    |                    |                    |                    |
|                            | 陈炯明             |                    | 1921年4月2日       | 1923年2月21日      |                    |                    |                    |                    |                    |                    |                    |
| 陸海軍大元帥大本營軍政部長 |                    |                    |                    |                    |                    |                    |                    |                    |                    |                    |                    |
|                            |                    |                    | 1923年2月21日      | 1925年7月1日       |                    |                    |                    |                    |                    |                    |                    |

| 序                         | 姓名               | 圖片               | 就職時間           | 卸任時間           |                    |                    |                    |                    |                    |                    |                    |
| 護法軍政府海軍總長         | 護法軍政府海軍總長 | 護法軍政府海軍總長 | 護法軍政府海軍總長 | 護法軍政府海軍總長 | 護法軍政府海軍總長 | 護法軍政府海軍總長 | 護法軍政府海軍總長 | 護法軍政府海軍總長 | 護法軍政府海軍總長 | 護法軍政府海軍總長 | 護法軍政府海軍總長 |
| -------------------------- | ------------------ | ------------------ | ------------------ | ------------------ | ------------------ | ------------------ | ------------------ | ------------------ | ------------------ | ------------------ | ------------------ |
| 1                          | 程璧光 (1861–1918) |                    | 1917年9月          | 1918年2月26日      |                    |                    |                    |                    |                    |                    |                    |
| 2                          | 林葆怿 (1864–1930) |                    | 1918年2月26日      | 1920年7月          |                    |                    |                    |                    |                    |                    |                    |
| 中華民國政府海軍部長       |                    |                    |                    |                    |                    |                    |                    |                    |                    |                    |                    |
|                            | 汤廷光 (1865–1933) |                    | 1921年5月          | 1923年2月21日      |                    |                    |                    |                    |                    |                    |                    |
| 陸海軍大元帥大本營海軍部長 |                    |                    |                    |                    |                    |                    |                    |                    |                    |                    |                    |
|                            |                    |                    | 1923年2月21日      | 1925年7月1日       |                    |                    |                    |                    |                    |                    |                    |

#### 國民政府（北伐統一後、行憲前時期）
| 1    | 馮玉祥 (1882–1948) |  | 1928年10月8日  | 1929年3月      |
| 代理 | 鹿鍾麟 (1884–1966) |  | 1929年3月      | 1929年5月      |
| 代理 | 陳儀 (1883–1950)   |  | 1929年5月      | 1929年8月      |
| 2    | 鹿鍾麟             |  | 1929年8月      | 1929年10月     |
| 代理 | 朱绶光 (1886–1948) |  | 1929年10月     | 1930年3月      |
| 3    | 何應欽 (1890–1987) |  | 1930年12月4日  | 1944年11月20日 |
| 4    | 陳誠 (1898–1965)   |  | 1944年11月20日 | 1946年5月31日  |

| 1 | 楊樹莊 (1882–1934) |  | 1929年4月？日 | 1932年1月？日 |
| 2 | 陳紹寬 (1889–1969) |  | 1932年1月？日 | 1938年1月1日  |

#### 行政院國防部籌組與編成期
在中國戰區中國陸軍總司令部按造美制編組後，美國方面仍欲更大範圍地改組國民政府的國防／軍事體制架構；惟國民政府方面認為茲事體大，無法輕易做出決定。從日記史料看來，國民政府當局在抗日戰爭結束前後確已進行一系列的國防／軍事體制架構研究。例如，1945年1月25日，軍政部長陳誠自記，奉命於部內成立整軍建軍研究會，研究今後整軍建軍方案。10月，《大公報》社披露了中國戰區中國陸軍總司令部美籍參謀長，兼美軍在華作戰司令部司令官麥克魯（Robert B.McClure）之建議，謂國軍應成立一元化軍事機關，名稱可為國防部，下轄陸海空及供應部門。1950年3月，國防部在臺北進行較大的組織架構、人事改組。
據先後擔任軍事委員會銓敘廳科長、國防部第一廳科長等職位的徐世江所述，自抗日戰爭中後期起，史迪威、魏德邁等人業已建議改組軍事委員會，實行新軍事體制。1945年10月，何應欽向蔣介石條陳「軍事改制，勢在必行」，建議仿照美國體制，結合國情，撤銷軍事委員會，成立行政院國防部，藉以還軍於政，國府主席則兼任大元帥指揮陸海空三軍。魏德邁亦致信蔣介石稱：「今後貴我兩國長期協作，軍事體制必須緊密配合，達到中美國防體制一元化」，並提出新國防體制藍本，隨函供參。不久之後，蔣介石做出回應，手諭軍政部長陳誠、次長林蔚著手組織復員整編委員會，研議軍事改制問題。蔣介石又同意參造魏德邁提出的國防體制藍本，但表示「大元帥暫不必提，仍用主席名義也可」。30日，陳誠主持的軍制改制籌備會議在重慶召開，參加者計有林蔚、劉斐、劉士毅、袁守謙、秦德純、陳良、王叔銘、劉詠堯、錢卓倫、方天等人。幾經討論，陳誠等人終於在1946年1月底確定初步方案，試圖建立一個中美混合式的國防體制架構。

##### 本部
部長（西元1946－1950年）
| 1  | 白崇禧 (1893–1966) |  | 1946年5月31日  | 1948年6月3日   | 中國國民黨 | 由國民政府軍事委員會軍訓部長改制行政院國防部長 |
| 2  | 何應欽 (1890–1987) |  | 1948年6月3日   | 1948年12月22日 | 中國國民黨 |                                                |
| 3  | 徐永昌 (1887–1959) |  | 1948年12月22日 | 1949年5月1日   | 中國國民黨 |                                                |
| 4  | 何應欽             |  | 1949年5月1日   | 1949年6月12日  | 中國國民黨 | 行政院院長兼任                                 |
| 5  | 阎锡山 (1883–1960) |  | 1949年6月12日  | 1950年1月31日  | 中國國民黨 | 行政院院長兼任                                 |
| 兼 | 顧祝同 (1893–1987) |  | 1950年1月31日  | 1950年4月1日   | 中國國民黨 | 參謀總長兼任                                   |

##### 參謀本部
參謀總長（西元1946－1950年）
| 1 | 陳誠 (1898–1965)   |  | 1946年5月31日 | 1948年5月13日 | 中國國民黨 | 由國民政府軍政部長改制國防部參謀總長 |
| 2 | 顧祝同 (1893–1987) |  | 1948年5月13日 | 1950年3月25日 | 中國國民黨 | 兼任國防部部長                       |

#### 國防部（現制）
| 4    | 俞大維 (1897–1993) |  | 1950年3月12日  | 1951年2月20日  | 無黨籍               | 陸軍中將 未到任 首位中將軍階與無黨籍出身                                                                      |
| 代   | 袁守謙 (1903–1992) |  | 1950年8月25日  | 1951年3月1日   | 中國國民黨           | 陸軍二級上將 副部長代理部長                                                                                   |
| 5    | 郭寄嶠 (1902–1998) |  | 1951年3月1日   | 1954年6月1日   | 無黨籍               | 陸軍二級上將                                                                                                  |
| 6    | 俞大維             |  | 1954年9月20日  | 1965年1月25日  | 無黨籍               | 再任 |
| 兼代 | 俞鴻鈞 (1989–1960) |  | 1954年6月1日   | 1954年9月20日  | 中國國民黨           | 行政院院長兼代                                                                                                |
| 7    | 蔣經國 (1910–1988) |  | 1965年1月25日  | 1969年7月1日   | 中國國民黨           | 陸軍二級上將 後於1972年升任行政院院長 1978年起接任第6、7任總統，於1988年1月13日逝世                           |
| 8    | 黃 (1902–1995)     |  | 1969年7月1日   | 1972年6月1日   | 中國國民黨           | 陸軍一級上將                                                                                                  |
| 9    | 陳大慶 (1904–1973) |  | 1972年6月1日   | 1973年7月31日  | 中國國民黨           | 陸軍二級上將 曾任國家安全局副局長、陸軍總司令、臺灣省政府主席                                                 |
| 10   | 高魁元 (1907–2012) |  | 1973年7月31日  | 1981年11月19日 | 中國國民黨           | 陸軍一級上將 曾任參謀總長、陸軍總司令                                                                         |
| 11   | 宋長志 (1916–2002) |  | 1981年12月1日  | 1986年7月1日   | 中國國民黨           | 海軍一級上將 首位海軍出身，曾任參謀總長、海軍總司令                                                           |
| 12   | 汪道淵 (1913–2011) |  | 1986年7月1日   | 1987年4月29日  | 中國國民黨           | 軍法官，文人部長 首位純文人出身 曾任法務部部長、國安會秘書長、行政院政務委員 後於1987年5月1日轉任司法院副院長 |
| 13   | 鄭為元 (1913–1993) |  | 1987年4月29日  | 1989年12月5日  | 中國國民黨           | 陸軍二級上將 曾任國防部副部長、海軍陸戰隊司令、退輔會主委、行政院政務委員                                     |
| 14   | 郝柏村 (1919–2020) |  | 1989年12月5日  | 1990年6月1日   | 中國國民黨           | 陸軍一級上將 參謀總長、副參謀總長兼執行官、陸軍總司令 後升任行政院院長                                        |
| 15   | 陳履安 (1937–)     |  | 1990年6月1日   | 1993年2月1日   | 中國國民黨           | 文人部長 曾任教育部次長、行政院政務委員兼國科會主委、經濟部部長 後於1993年2月1日升任監察院院長                |
| 16   | 孫震 (1934–)       |  | 1993年2月27日  | 1994年12月15日 | 無黨籍               | 文人部長 曾任國立臺灣大學校長、行政院政務委員                                                                 |
| 17   | 蔣仲苓 (1922–2015) |  | 1994年12月15日 | 1999年2月1日   | 中國國民黨           | 陸軍二級上將 曾任陸軍總司令                                                                                   |
| 18   | 唐飛 (1932–)       |  | 1999年2月1日   | 2000年5月20日  | 中國國民黨           | 空軍一級上將 首位空軍出身，曾任參謀總長、空軍總司令 後升任行政院院長                                          |
| 19   | 伍世文 (1934–)     |  | 2000年5月20日  | 2002年2月1日   | 中國國民黨           | 海軍二級上將 曾任副參謀總長、海軍總司令                                                                       |
| 20   | 湯曜明 (1940–2021) |  | 2002年2月1日   | 2004年5月20日  | 中國國民黨           | 陸軍一級上將 曾任參謀總長、陸軍總司令                                                                         |
| 21   | 李傑 (1940–)       |  | 2004年5月20日  | 2007年5月20日  | 中國國民黨 · →無黨籍 | 海軍一級上將 曾任參謀總長、海軍總司令                                                                         |
| 22   | 李天羽 (1946–2024) |  | 2007年5月20日  | 2008年2月25日  | 中國國民黨           | 空軍一級上將 曾任參謀總長、空軍總司令                                                                         |
| 23   | 蔡明憲 (1941–)     |  | 2008年2月25日  | 2008年5月20日  | 民主進步黨           | 文人部長 首位民進黨籍部長                                                                                     |
| 24   | 陳肇敏 (1940–)     |  | 2008年5月20日  | 2009年9月10日  | 中國國民黨           | 空軍二級上將 曾任國防部軍備副部長、空軍總司令、空軍副總司令                                                   |
| 25   | 高華柱 (1946–)     |  | 2009年9月10日  | 2013年8月1日   | 中國國民黨           | 陸軍二級上將 曾任退輔會主委，後於2015年2月12日升任國家安全會議秘書長                                          |
| 26   | 楊念祖 (1955–)     |  | 2013年8月1日   | 2013年8月7日   | 無黨籍               | 文人部長 任期最短閣員(僅6天)                                                                                  |
| 代   | 高廣圻 (1951–)     |  | 2013年8月6日   | 2013年8月8日   | 無黨籍               | 當時以海軍二級上將（現役軍人）身分代理                                                                        |
| 27   | 嚴明 (1949–)       |  | 2013年8月8日   | 2015年1月30日  | 中國國民黨           | 空軍二級上將 曾任參謀總長、副參謀總長、空軍司令部空軍司令、空軍司令部空軍副司令                               |
| 28   | 高廣圻 (1951–)     |  | 2015年1月30日  | 2016年5月20日  | 中國國民黨           | 海軍二級上將 曾任國防部軍備副部長、國防部常務次長、參謀總長 、副參謀總長執行官                                |
| 29   | 馮世寬 (1945–)     |  | 2016年5月20日  | 2018年2月25日  | 中國國民黨 → 無黨籍  | 空軍二級上將 後於2019年8月5日轉任退輔會主委                                                                   |
| 30   | 嚴德發 (1952–)     |  | 2018年2月26日  | 2021年2月22日  | 無黨籍               | 陸軍二級上將 曾任國防部軍備副部長、參謀總長 曾任國家安全會議秘書長                                            |
| 31   | 邱國正 (1953–)     |  | 2021年2月23日  | 2024年5月20日  | 無黨籍               | 陸軍二級上將 曾任國防部軍備副部長、參謀總長及陸軍司令部司令 曾任退輔會主委                                    |
| 32   | 顧立雄 (1958–)     |  | 2024年5月20日  | 現任           | 民主進步黨           | 律師 曾任不分區立委、不當黨產處理委員會主任委員、金融監督管理委員會主任委員、國家安全會議秘書長               |

### 歷任副部長、次長
國防部副部長高於其他部會的政務次長及常務次長，依功能得分為軍政（二級上將）、軍備（二級上將）各一位，但正式職稱均為「副部長」，其中軍政副部長原本是由文人政務官或退役將官出任，但從李喜明海軍二級上將就任後才改成現役軍人。
而參謀總長是掌理軍令系統的最高長官，相當於軍令（二級上將）「副部長」，依法為國防部部長之軍令幕僚長。
另再設置二名常務次長（中將或簡任第十四職等）。

#### 行政院國防部籌組與編成期
當時稱副部長為次長，並同時能有多位次長就任。1950年3月，國防部在臺北進行較大的組織架構、人事改組。此處不表。

##### 部本部（舊制）
次長（西元1946－1950年）
| 姓名               | 任職日期       | 離職日期       | 備註                                             |      |
| 次長               | 次長           | 次長           | 次長                                             | 次長 |
| ------------------ | -------------- | -------------- | ------------------------------------------------ | ---- |
| 林蔚 (1889–1955)   | 1946年5月31日  | 1947年6月24日  | 由國民政府軍政部政務次長改制為國防部 部本部 次長 |      |
| 劉士毅 (1886–1982) | 1946年5月31日  | 1948年6月22日  |                                                  |      |
| 秦德純 (1893–1963) | 1946年5月31日  | 1950年3月29日  |                                                  |      |
| 黃鎮球 (1898–1979) | 1947年6月24日  | 1947年11月19日 |                                                  |      |
| 鄭介民 (1897–1959) | 1947年11月19日 | 1950年3月20日  |                                                  |      |
| 蕭毅肅 (1899–1975) | 1948年6月22日  | 1948年12月24日 |                                                  |      |
| 黃杰 (1902–1995)   | 1948年12月27日 | 1949年7月20日  |                                                  |      |
| 劉詠堯 (1907–1998) | 1949年9月26日  | 1950年3月20日  | 代理部長，後任中央各部會疏散委員會主任委員       |      |

##### 參謀本部（舊制）
參謀次長（西元1946－1950年）
| 姓名               | 任職日期       | 離職日期       | 備註                                                               |          |
| 參謀次長           | 參謀次長       | 參謀次長       | 參謀次長                                                           | 參謀次長 |
| ------------------ | -------------- | -------------- | ------------------------------------------------------------------ | -------- |
| 郭懺 (1894–1950)   | 1946年5月31日  | 1947年5月28日  | 由軍事委員會委員長武漢行營副主任兼參謀長改制國防部參謀本部參謀次長 |          |
| 劉斐 (1898–1983)   | 1946年5月31日  | 1948年12月24日 |                                                                    |          |
| 范漢傑 (1894–1976) | 1946年5月31日  | 1946年7月2日   |                                                                    |          |
| 郭寄嶠 (1902–1998) | 1946年7月2日   | 1946年10月29日 |                                                                    |          |
| 方天 (1902–1991)   | 1946年10月29日 | 1948年7月8日   |                                                                    |          |
| 黃鎮球 (1898–1979) | 1947年5月28日  | 1947年6月24日  |                                                                    |          |
| 林蔚 (1889–1955)   | 1947年6月24日  | 1949年9月7日   |                                                                    |          |
| 李及蘭 (1904–1957) | 1948年7月8日   | 1949年8月5日   |                                                                    |          |
| 蕭毅肅 (1899–1975) | 1948年12月24日 | 1951年3月1日   |                                                                    |          |
| 陳良 (1896–1994)   | 1949年8月26日  | 1950年3月20日  |                                                                    |          |
| 吳石 (1894–1950)   | 1949年10月29日 | 1950年2月26日  |                                                                    |          |

#### 國防部（現制）
副部長（西元2000年前）
| 姓名                   | 就職時間               | 卸任時間               | 備註                             |                        |
| 副部長（西元2000年前） | 副部長（西元2000年前） | 副部長（西元2000年前） | 副部長（西元2000年前）           | 副部長（西元2000年前） |
| ---------------------- | ---------------------- | ---------------------- | -------------------------------- | ---------------------- |
| 袁守谦 (1903–1992)     | 1950年3月              | 1954年6月              | 陸軍二級上將；後出任交通部部長   |                        |
| 黄镇球 (1898–1979)     | 1954年6月              | 1955年8月              | 陸軍二級上將                     |                        |
| 馬紀壯 (1912–1998)     | 1955年8月              | 1959年2月              | 海軍二級上將                     |                        |
| 梁序昭 (1903–1978)     | 1959年2月              | 1963年12月             | 海軍二級上將                     |                        |
| 蔣經國 (1910–1988)     | 1963年12月             | 1965年1月              | 陸軍二級上將；後出任國防部部長   |                        |
| 馬紀壯                 | 1965年1月              | 1972年6月              | 再任                             |                        |
| 馮啟聰 (1914–1994)     | 1972年6月              | 1978年6月              | 海軍二級上將                     |                        |
| 鄭為元 (1913–1993)     | 1978年6月              | 1981年6月              | 陸軍二級上將；後出任國防部部長   |                        |
| 張國英 (1917–2001)     | 1981年6月              | 1987年12月             | 陸軍二級上將                     |                        |
| 言百謙 (1922–2009)     | 1987年4月              | 1987年12月             | 陸軍二級上將                     |                        |
| 郭宗清 (1927–2010)     | 1987年12月             | 1990年5月              | 海軍二級上將；首位臺灣本省籍出身 |                        |
| 陈守山 (1921–2009)     | 1990年5月              | 1991年6月              | 陸軍二級上將                     |                        |
| 莊銘耀 (1929–2002)     | 1991年6月              | 1992年5月              | 海軍二級上將                     |                        |
| 汪多志 (1928–)         | 1992年5月              | 1993年10月             | 陸軍二級上將                     |                        |
| 顾崇廉 (1931–2007)     | 1993年10月             | 1994年4月              | 海軍二級上將                     |                        |
| 趙知遠 (1927–)         | 1994年5月              | 1996年6月              | 空軍二級上將；唯一一位空軍出身   |                        |
| 王文燮 (1932–2020)     | 1996年7月              | 1999年1月              | 陸軍二級上將                     |                        |
| 伍世文 (1934–)         | 1999年1月              | 2000年5月19日          | 海軍二級上將                     |                        |

軍政副部長（西元2000年後）
| 姓名                       | 就職時間                   | 卸任時間                   | 備註                       |                            |
| 軍政副部長（西元2000年後） | 軍政副部長（西元2000年後） | 軍政副部長（西元2000年後） | 軍政副部長（西元2000年後） | 軍政副部長（西元2000年後） |
| -------------------------- | -------------------------- | -------------------------- | -------------------------- | -------------------------- |
| 陳必照                     | 2000年5月20日              | 2002年1月31日              |                            |                            |
| 康寧祥 (1938–)             | 2002年6月1日               | 2003年1月31日              |                            |                            |
| 林中斌 (1942–)             | 2003年2月1日               | 2004年5月19日              |                            |                            |
| 蔡明憲 (1941–)             | 2004年5月20日              | 2006年1月31日              |                            |                            |
| 柯承亨 (1962–)             | 2006年2月1日               | 2008年5月6日               |                            |                            |
| 張良任 (1946–)             | 2008年9月5日               | 2009年9月15日              |                            |                            |
| 楊念祖 (1955–)             | 2009年9月16日              | 2013年7月31日              |                            |                            |
| 夏立言 (1950–)             | 2013年11月18日             | 2015年2月17日              | 目前最後一位文人軍政副部長 |                            |
| 陳永康 (1951–)             | 2015年3月4日               | 2016年5月19日              | 退役海軍二級上將           |                            |
| 李喜明 (1955–)             | 2016年6月1日               | 2017年4月30日              | 海軍二級上將               |                            |
| 蒲澤春 (1956–)             | 2017年5月1日               | 2018年2月28日              | 海軍二級上將               |                            |
| 沈一鳴 (1957–2020)         | 2018年3月1日               | 2019年6月30日              | 空軍二級上將               |                            |
| 張哲平 (1958–)             | 2019年7月1日               | 2021年6月30日              | 空軍二級上將               |                            |
| 柏鴻輝 (1958–)             | 2021年7月1日               | 現任                       | 退役空軍中將               |                            |

軍備副部長（西元2002年後）
| 姓名                       | 就職時間                   | 卸任時間                   | 備註                       |                            |
| 軍備副部長（西元2002年後） | 軍備副部長（西元2002年後） | 軍備副部長（西元2002年後） | 軍備副部長（西元2002年後） | 軍備副部長（西元2002年後） |
| -------------------------- | -------------------------- | -------------------------- | -------------------------- | -------------------------- |
| 陳肇敏 (1940–)             | 2002年3月1日               | 2004年5月19日              | 空軍二級上將               |                            |
| 霍守業 (1943–)             | 2004年5月20日              | 2006年2月15日              | 陸軍二級上將               |                            |
| 朱凱生 (1945–)             | 2006年2月16日              | 2007年5月20日              | 陸軍二級上將               |                            |
| 林鎮夷 (1945–)             | 2007年5月21日              | 2009年2月4日               | 海軍二級上將               |                            |
| 趙世璋 (1948–)             | 2009年2月5日               | 2012年8月31日              | 陸軍二級上將               |                            |
| 高廣圻 (1951–)             | 2012年9月1日               | 2013年8月7日               | 海軍二級上將               |                            |
| 嚴德發 (1952–)             | 2013年8月16日              | 2014年1月15日              | 陸軍二級上將               |                            |
| 李翔宙 (1952–)             | 2014年1月16日              | 2014年5月4日               | 陸軍二級上將               |                            |
| 邱國正 (1953–)             | 2014年8月1日               | 2015年1月30日              | 陸軍二級上將               |                            |
| 劉震武 (1951–)             | 2015年1月31日              | 2015年10月31日             | 空軍二級上將               |                            |
| 鄭德美 (1955–)             | 2015年11月1日              | 2017年4月30日              | 陸軍二級上將               |                            |
| 張冠群 (1959–)             | 2017年5月1日               | 2021年6月30日              | 陸軍二級上將               |                            |
| 王信龍 (1960–)             | 2021年7月1日               | 2023年4月30日              | 陸軍二級上將               |                            |
| 徐衍璞 (1961–)             | 2023年5月1日               | 2025月1月15日              | 陸軍二級上將               |                            |
| 鍾樹明 (1964–)             | 2025月1月16日              | 現任                       | 陸軍二級上將               |                            |

#### 常務次長
《國防部組織法》（西元2012年後）
| 姓名     | 就職時間       | 卸任時間       | 備註               |          |
| 常務次長 | 常務次長       | 常務次長       | 常務次長           | 常務次長 |
| -------- | -------------- | -------------- | ------------------ | -------- |
| 楊繼曾   | 1950年3月      | 1950年6月      |                    |          |
| 朱世明   | 1950年5月      | 1950年12月     |                    |          |
| 羅機     | 1950年12月     | 1965年6月      | 空軍中將           |          |
| 江杓     | 1954年7月      | 1955年11月     |                    |          |
| 唐君鉑   | 1956年4月      | 1958年8月      | 陸軍中將           |          |
| 張鼎彝   | 1956年7月      | 1961年1月      |                    |          |
| 徐鳳鳴   | 1958年10月     | 1961年1月      | 空軍中將           |          |
| 蔣堅忍   | 1961年1月      | 1965年10月     | 空軍中將           |          |
| 唐君鉑   | 1964年11月     | 1966年7月      | 陸軍中將           |          |
| 張國英   | 1965年10月     | 1967年4月      | 陸軍中將           |          |
| 魏崇良   | 1965年7月      | 1966年4月      | 空軍中將           |          |
| 毛瀛初   | 1966年4月      | 1967年5月      | 空軍中將           |          |
| 汪道淵   | 1966年7月      | 1968年2月      | 軍法官（常任文官） |          |
| 艾靉     | 1967年7月      | 1969年7月      | 陸軍中將           |          |
| 夏季屏   | 1967年6月      | 1970年7月      | 陸軍中將           |          |
| 蔣紹禹   | 1968年2月      | 1969年7月      | 空軍中將           |          |
| 雷開瑄   | 1969年8月      | 1977年8月      | 陸軍中將           |          |
| 楊紹廉   | 1969年7月      | 1977年4月      | 空軍中將           |          |
| 崔之道   | 1970年7月      | 1978年11月     | 海軍中將           |          |
| 陳鍾秀   | 1977年8月      | 1983年         | 空軍中將           |          |
| 丁恩元   | 1978年         | 1980年3月      | 陸軍中將           |          |
| 葛敦華   | 1978年11月     | 1980年4月      | 海軍中將           |          |
| 鄭本基   | 1980年4月      | 1983年7月      | 海軍中將           |          |
| 顧傳型   | 1980年3月      | 1983年11月     | 陸軍中將           |          |
| 區小驥   | 1983年7月      | 1986年9月      | 海軍中將           |          |
| 余燕生   | 1983年11月     | 1986年4月      | 陸軍中將           |          |
| 榮承恩   | 1982年         | 1985年4月      | 空軍中將           |          |
| 陳家儒   | 1985年4月      | 1986年5月      | 空軍中將           |          |
| 馬緒援   | 1986年4月      | 1991年5月      | 陸軍中將           |          |
| 郭宗清   | 1986年4月      | 1987年11月     | 海軍中將           |          |
| 周學春   | 1986年9月      | 1989年4月      | 空軍中將           |          |
| 鄧維海   | 1989年5月      |                | 空軍中將           |          |
| 歐陽良   | 1989年5月      |                | 海軍中將           |          |
| 梁球芳   | 1991年5月      | 1992年12月     | 海軍中將           |          |
| 丁之發   | 1991年5月      | 1992年9月      | 陸軍中將           |          |
| 許銘昌   | 1991年9月      | 1992年5月      | 空軍中將           |          |
| 葉可蔚   | 1991年12月     |                | 海軍中將           |          |
| 欒勤     | 1992年5月      |                | 空軍中將           |          |
| 羅文山   | 1992年9月      |                | 陸軍中將           |          |
| 郭达沾   | 1994年3月      |                | 陸軍中將           |          |
| 黎克恕   | 1994年4月      |                | 海軍中將           |          |
| 黄永厚   |                | 1995年2月      | 空軍中將           |          |
| 沈方祥   |                | 1997年4月      | 海軍中將           |          |
| 方壽祿   | 1997年4月      | 2000年8月31日  | 海軍中將           |          |
| 孫韜玉   | 1999年1月16日  | 2002年2月28日  | 陸軍中將           |          |
| 高揚     | 2000年9月1日   | 2002年2月28日  | 海軍中將           |          |
| 傅慰孤   | 2000年11月     | 2002年2月28日  | 空軍中將           |          |
| 陳體端   | 2002年3月1日   | 2004年3月31日  | 陸軍中將           |          |
| 李海東   | 2002年4月1日   | 2004年5月31日  | 海軍中將           |          |
| 胡镇埔   | 2004年6月1日   | 2005年1月31日  | 陸軍中將           |          |
| 雷光墅   | 2004年6月1日   | 2005年5月31日  | 海軍中將           |          |
| 廖鐵鳴   | 2005年3月1日   | 2007年9月30日  | 陸軍中將           |          |
| 李仲威   | 2005年6月1日   | 2006年6月30日  | 海軍中將           |          |
| 高廣圻   | 2006年7月1日   | 2007年5月20日  | 海軍中將           |          |
| 林於豹   | 2007年5月21日  | 2011年7月31日  | 空軍中將           |          |
| 黃奕炳   | 2007年10月1日  | 2010年3月31日  | 陸軍中將           |          |
| 李喜明   | 2010年10月1日  | 2012年6月30日  | 海軍中將           |          |
| 熊湘台   | 2011年8月1日   | 2012年6月30日  | 空軍中將           |          |
| 陳泉官   | 2012年7月1日   | 2012年10月31日 | 陸軍中將           |          |
| 廖榮鑫   | 2012年7月1日   | 2013年8月31日  | 空軍中將           |          |
| 孫玦新   | 2012年11月1日  | 2013年6月30日  | 陸軍中將           |          |
| 趙克達   | 2013年7月1日   | 2014年9月15日  | 陸軍中將           |          |
| 沈一鳴   | 2013年9月1日   | 2015年1月29日  | 空軍中將           |          |
| 高天忠   | 2014年9月16日  | 2015年2月28日  | 海軍中將           |          |
| 王信龍   | 2015年2月11日  | 2016年5月31日  | 陸軍中將           |          |
| 許培山   | 2015年3月1日   | 2016年11月30日 | 海軍中將           |          |
| 柏鴻輝   | 2016年6月1日   | 2018年12月15日 | 空軍中將           |          |
| 尚永強   | 2016年12月1日  | 2018年6月30日  | 海軍中將           |          |
| 梅家樹   | 2018年7月1日   | 2019年3月31日  | 海軍中將           |          |
| 徐衍璞   | 2018年12月16日 | 2020年1月15日  | 陸軍中將           |          |
| 蕭維民   | 2019年4月1日   | 2019年6月30日  | 海軍中將           |          |
| 李宗孝   | 2019年12月1日  | 2022年12月31日 | 海軍中將           |          |
| 陳曉明   | 2020年1月16日  | 2020年12月31日 | 陸軍中將           |          |
| 莫又銘   | 2021年2月1日   | 2021年10月31日 | 陸軍中將           |          |
| 房茂宏   | 2021年11月1日  | 2023年9月30日  | 陸軍中將           |          |
| 黃佑民   | 2023年1月1日   | 現任           | 海軍中將           |          |
| 楊基榮   | 2023年10月1日  | 現任           | 陸軍中將           |          |

### 歷任部本部各部門主管

#### 1946－1950年

##### 部長辦公室
部長辦公室主管一覽表（西元1946－1950年）
| 職稱       | 姓名       | 任職日期   | 離職日期   | 備註                   |
| 部長辦公室 | 部長辦公室 | 部長辦公室 | 部長辦公室 | 部長辦公室             |
| ---------- | ---------- | ---------- | ---------- | ---------------------- |
| 主任       | 黎行恕     | 1946年7月  | 1948年4月  | 未到職，副主任馮衍代理 |
| 主任       | 馮衍       | 1948年4月  | 1948年6月  |                        |
| 主任       | 華振麟     | 1948年6月  | 1948年8月  |                        |
| 主任       | 劉廉一     | 1948年8月  | 1948年11月 | 代理                   |
| 主任       | 劉詠堯     | 1948年11月 | 1949年9月  |                        |
| 主任       | 劉詠堯     | 1949年9月  | 1950年3月  | 國防部次長兼           |

##### 民用工程司
民用工程司主管一覽表（西元1946－1950年）
| 職稱       | 姓名       | 任職日期   | 離職日期   | 備註       |
| 民用工程司 | 民用工程司 | 民用工程司 | 民用工程司 | 民用工程司 |
| ---------- | ---------- | ---------- | ---------- | ---------- |
| 司長       | 華振麟     | 1946年10月 | 1948年6月  | 單位撤銷   |

##### 特種計畫司
特種計畫司主管一覽表（西元1946－1950年）
| 職稱       | 姓名       | 任職日期   | 離職日期   | 備註       |
| 特種計畫司 | 特種計畫司 | 特種計畫司 | 特種計畫司 | 特種計畫司 |
| ---------- | ---------- | ---------- | ---------- | ---------- |
| 司長       | 趙援       | 1946年10月 | 1947年6月  | 單位撤銷   |

##### 軍職人事司
軍職人事司主管一覽表（西元1946－1950年）
| 職稱       | 姓名       | 任職日期   | 離職日期   | 備註       |
| 軍職人事司 | 軍職人事司 | 軍職人事司 | 軍職人事司 | 軍職人事司 |
| ---------- | ---------- | ---------- | ---------- | ---------- |
| 司長       | 劉詠堯     | 1946年10月 | 1948年11月 | 單位撤銷   |

##### 文職人事司
文職人事司主管一覽表（西元1946－1950年）
| 職稱       | 姓名       | 任職日期   | 離職日期   | 備註       |
| 文職人事司 | 文職人事司 | 文職人事司 | 文職人事司 | 文職人事司 |
| ---------- | ---------- | ---------- | ---------- | ---------- |
| 司長       | 袁同疇     | 1946年12月 | 1948年3月  | 單位撤銷   |

##### 工業動員司
工業動員司主管一覽表（西元1946－1950年）
| 職稱       | 姓名       | 任職日期   | 離職日期   | 備註       |
| 工業動員司 | 工業動員司 | 工業動員司 | 工業動員司 | 工業動員司 |
| ---------- | ---------- | ---------- | ---------- | ---------- |
| 司長       | 陳自強     | 1946年12月 | 1949年1月  | 單位撤銷   |

##### 土地及動員司
土地及動員司主管一覽表（西元1946－1950年）
| 職稱         | 姓名         | 任職日期     | 離職日期     | 備註         |
| 土地及動員司 | 土地及動員司 | 土地及動員司 | 土地及動員司 | 土地及動員司 |
| ------------ | ------------ | ------------ | ------------ | ------------ |
| 司長         | 馬崇六       | 1946年10月   | 1948年5月    | 單位撤銷     |

##### 預算財務司
預算財務司主管一覽表（西元1946－1950年）
| 職稱       | 姓名       | 任職日期   | 離職日期   | 備註       |
| 預算財務司 | 預算財務司 | 預算財務司 | 預算財務司 | 預算財務司 |
| ---------- | ---------- | ---------- | ---------- | ---------- |
| 司長       | 閔湘帆     | 1946年10月 | 1948年12月 |            |

##### 人力計畫司
人力計畫司主管一覽表（西元1946－1950年）
| 職稱       | 姓名       | 任職日期   | 離職日期   | 備註       |
| 人力計畫司 | 人力計畫司 | 人力計畫司 | 人力計畫司 | 人力計畫司 |
| ---------- | ---------- | ---------- | ---------- | ---------- |
| 司長       | 趙學淵     | 1947年10月 | 1948年12月 | 單位撤銷   |

##### 徵購司
徵購司主管一覽表（西元1946－1950年）
| 職稱   | 姓名   | 任職日期   | 離職日期  | 備註     |
| 徵購司 | 徵購司 | 徵購司     | 徵購司    | 徵購司   |
| ------ | ------ | ---------- | --------- | -------- |
| 司長   | 劉逸奇 | 1946年10月 | 1949年6月 | 單位撤銷 |

##### 法規司
法規司主管一覽表（西元1946－1950年）
| 職稱   | 姓名   | 任職日期   | 離職日期   | 備註   |
| 法規司 | 法規司 | 法規司     | 法規司     | 法規司 |
| ------ | ------ | ---------- | ---------- | ------ |
| 司長   | 何孝元 | 1946年10月 | 1948年12月 |        |
| 司長   | 錢詒士 | 1948年12月 |            |        |

##### 國防科學委員會
國防科學委員會主管一覽表（西元1946－1950年）
| 職稱           | 姓名           | 任職日期       | 離職日期       | 備註           |
| 國防科學委員會 | 國防科學委員會 | 國防科學委員會 | 國防科學委員會 | 國防科學委員會 |
| -------------- | -------------- | -------------- | -------------- | -------------- |
| 兼 主任委員    | 白崇禧         | 1946年12月     | 1948年6月      | 單位撤銷       |

## 圖片集

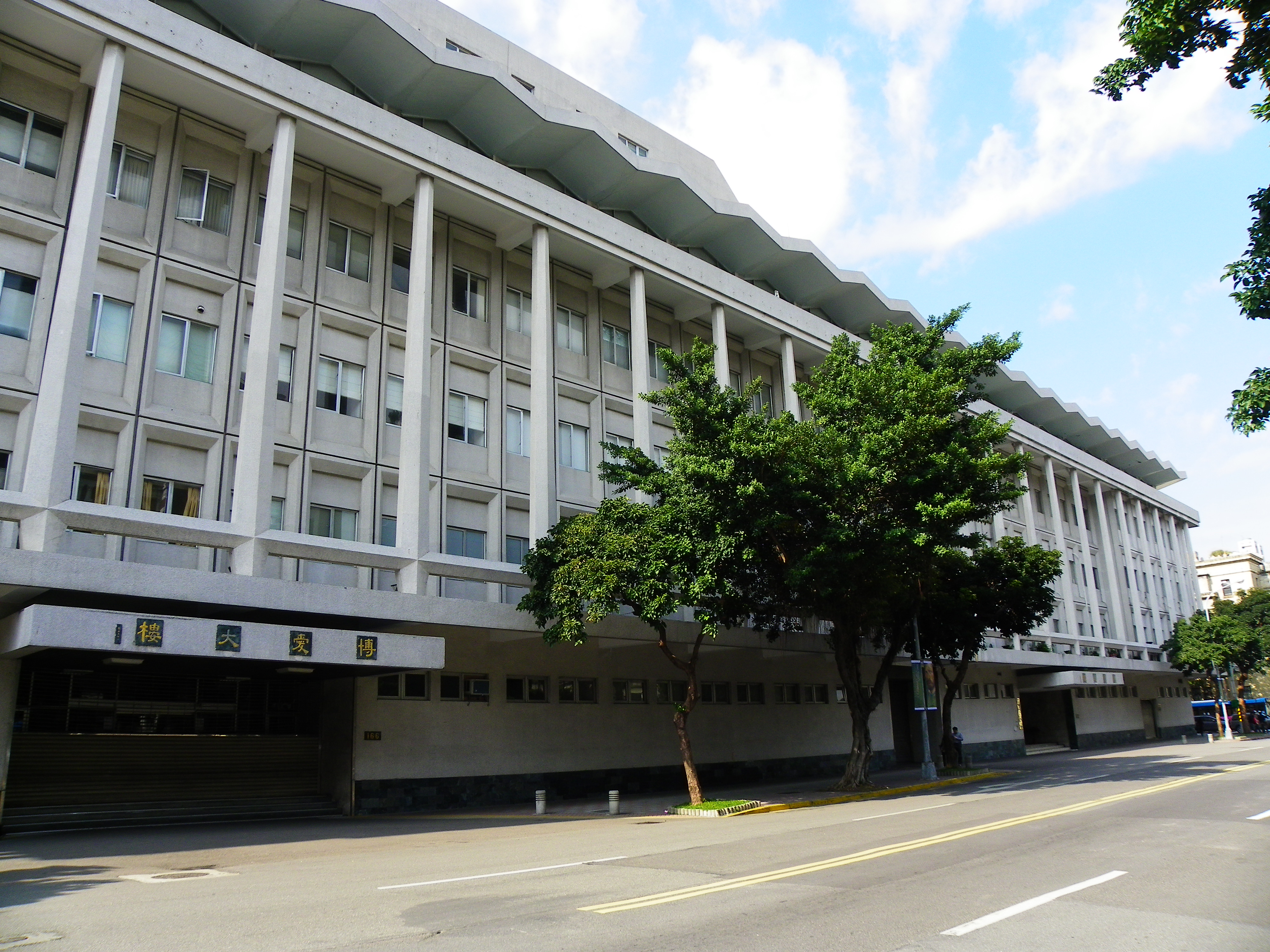
博愛特區博愛大樓，目前大部分區域移撥法務部使用
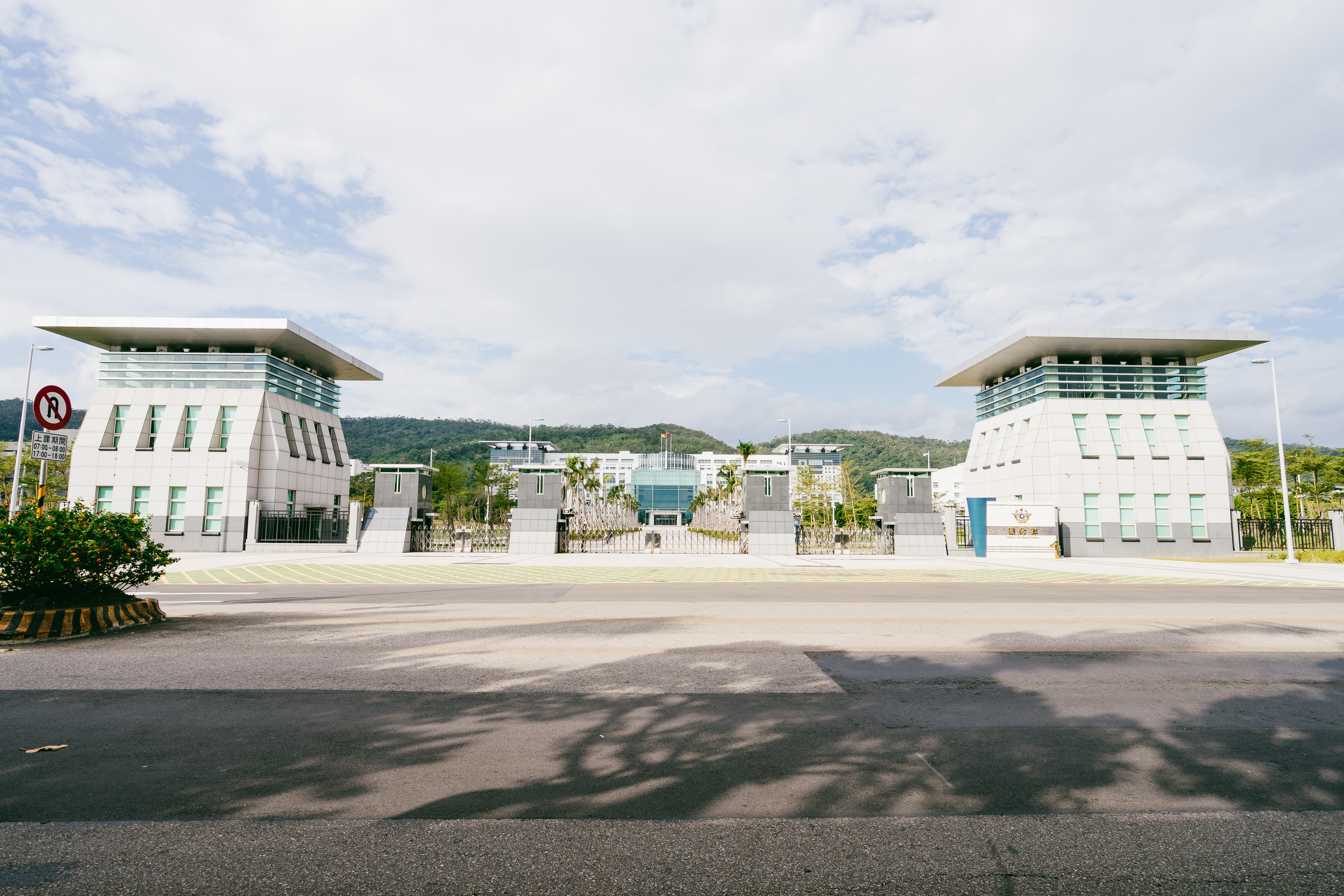
博愛營區大直大樓，2014年12月27日落成啟用
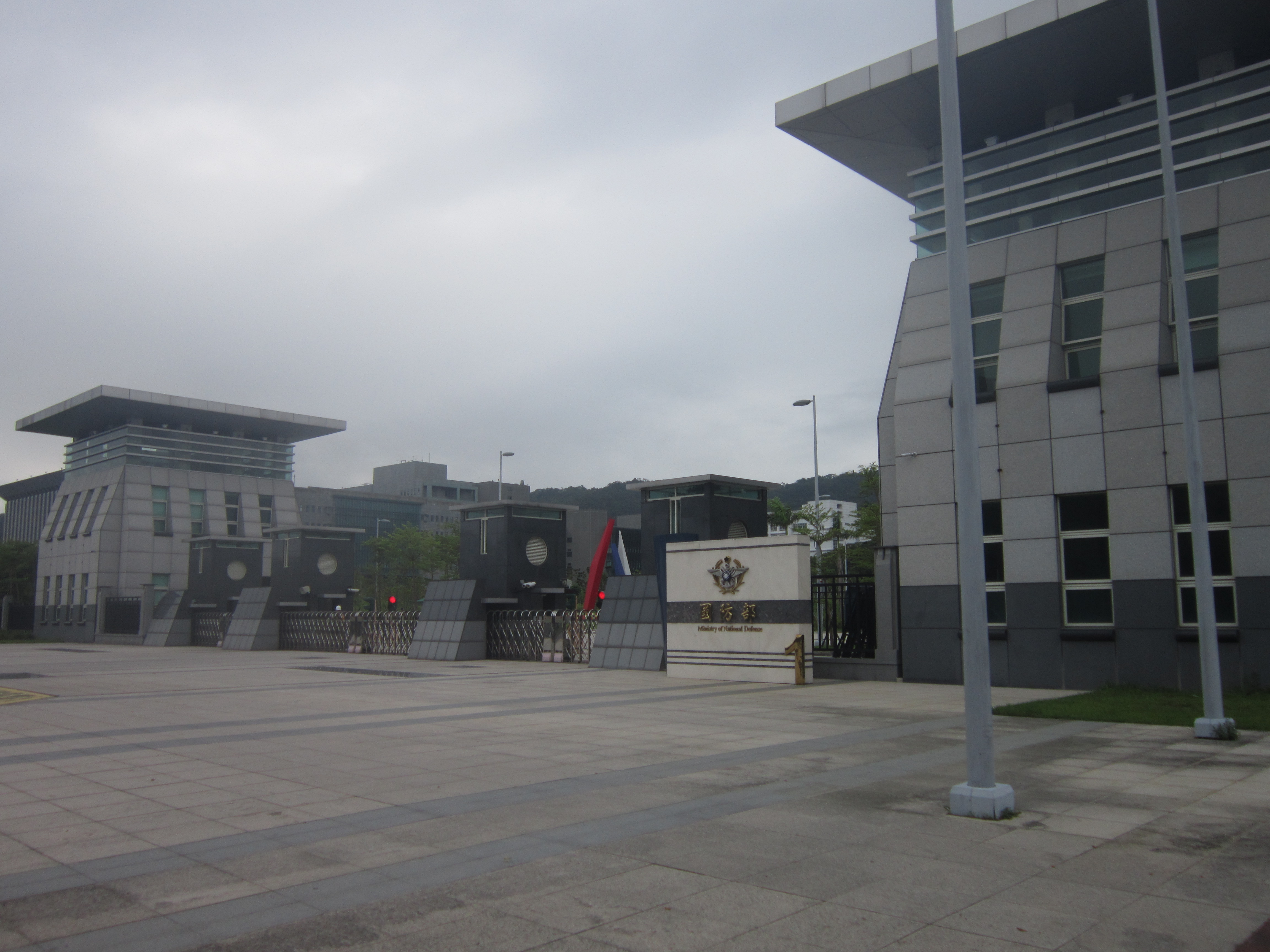
博愛營區大門
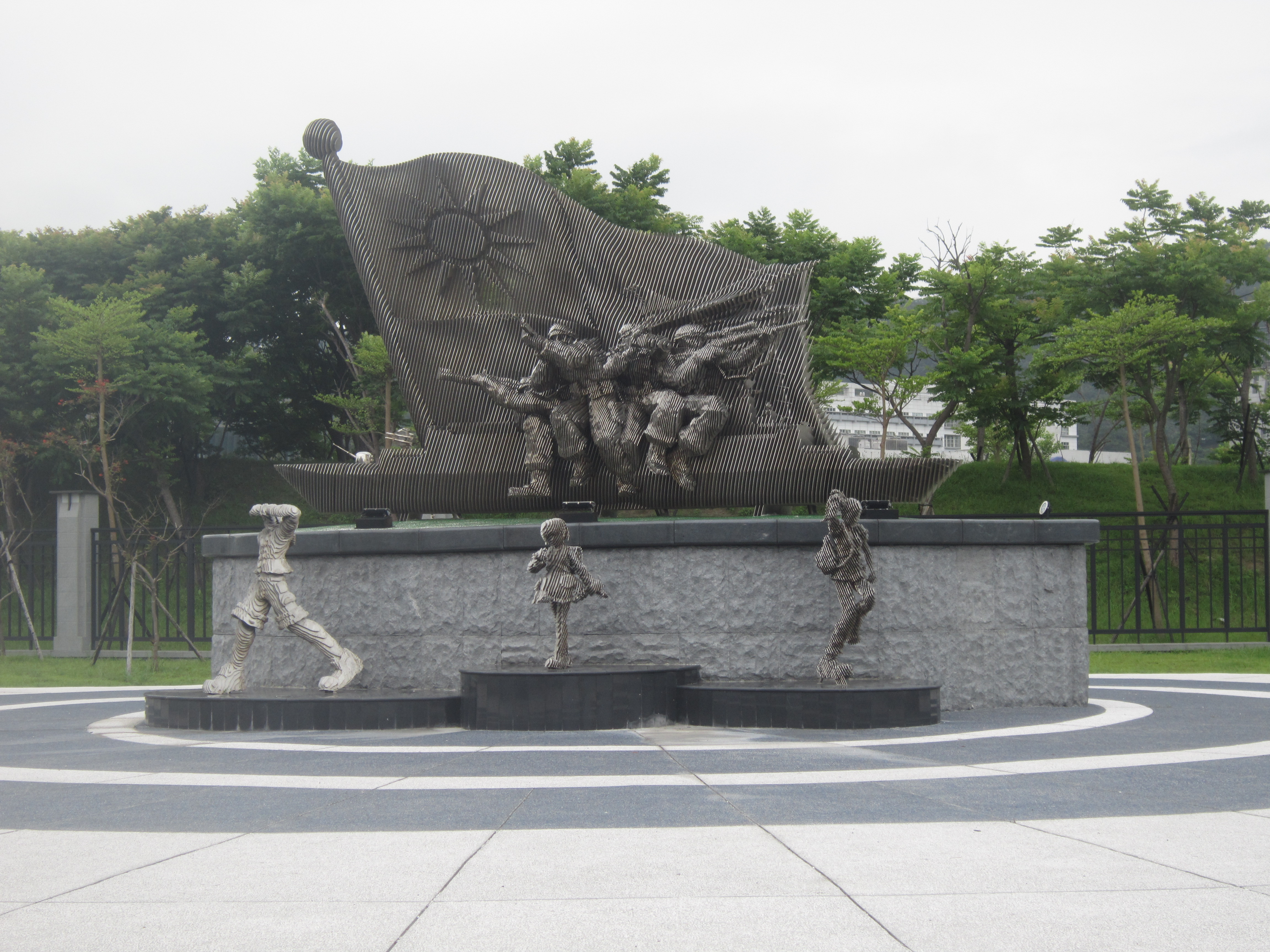
博愛營區外的精神堡壘雕像

## 部徽
| 部徽         | 徽章特徵 | 意涵                                   |
| ------------ | --- | -------------------------------------- |
|              | 國徽 | 象徵軍人效忠國家，保衛國家疆域之意涵。 |
| 一刀一槍     | 指揮刀與步槍代表陸軍執干戈以衛社稷、兩者合一為陸軍的象徵                                                                         |                                        |
| 船錨         | 代表海軍與海軍陸戰隊，海軍同舟共濟、團結合作也是海軍的象徵。                                                                     |                                        |
| 飛鷹雙翅     | 由於飛鷹是飛行速度最快、膽量最大的鳥類，世界上許多國家的空軍都用飛鷹當成象徵，在空軍軍徽的飛鷹代表「有我無敵，冒險敢死」之精神。 |                                        |
| 三軍軍徽結合 | 代表陸、海、空之軍人，聯合捍衛中華民國主權與保衛疆土，對抗外來敵人。                                                             |                                        |
| 國花梅花     | 克服惡劣環境、堅忍不拔之精神，代表國軍軍人有克服自然堅忍不拔之毅力，為救國戰勝一切的本能，贏得最後之勝利。                       |                                        |
| 嘉禾         | 代表祥瑞及豐收戰果之意。 |                                        |

## 大學儲備軍官訓練團選訓教育
2017年，開始試辦大學儲備軍官訓練團選訓教育，與各縣市大專院校25間簽約。
與大專院校（普通大學&技職院校）策略聯盟
- 北北基區
  - 國立臺北大學
  - 國立臺北商業大學
  - 國立政治大學
  - 國立臺灣藝術大學
  - 國立臺灣海洋大學
  - 臺北城市科技大學
  - 聖約翰科技大學
  - 醒吾科技大學
  - 德明財經科技大學
  - 大同大學
  - 康寧大學
  - 中國文化大學
  - 亞東科技大學

- 桃竹苗區
  - 南亞技術學院
  - 國立中央大學
  - 健行科技大學
  - 明新科技大學
  - 中原大學
  - 元智大學
  - 銘傳大學
  - 開南大學
  - 龍華科技大學

- 中彰投區
  - 國立臺中教育大學
  - 國立中興大學
  - 朝陽科技大學
  - 中州科技大學
  - 亞洲大學
  - 靜宜大學
  - 大葉大學
  - 嶺東科技大學

- 雲嘉南區
  - 國立成功大學
  - 臺南應用科技大學
  - 南台科技大學
  - 國立中正大學
  - 遠東科技大學

- 高屏區
  - 國立高雄海洋科技大學
  - 國立屏東科技大學
  - 國立屏東大學
  - 正修科技大學
  - 大仁科技大學
  - 實踐大學
  - 義守大學

- 宜花東區
  - 蘭陽技術學院
  - 佛光大學

- 澎金馬區
  - 國立金門大學

### 腳註
1. ↑  . yam天空-新聞.   [2012-01-23]. （原始内容存档于2009-07-19）.
2. ↑  李新總主編：《中華民國史》第八冊，北京：中華書局，2011年
3. ↑  陳布雷等編著：《蔣介石先生年表》，臺北：傳記文學出版社，1978年6月1日
4. ↑  國防部「國防智庫籌備處」成立.中華民國國防部-全球資訊網-新聞稿.2016-06-21 （页面存档备份，存于）
5. ↑  政院推組改新設數位發展部 最快2022年掛牌 （页面存档备份，存于），中央通訊社，2021-03-25
6. ↑  國防部. . 2022-07-04  [2022-07-04]. （原始内容存档于2022-08-10）.
7. ↑  王烱華. . 《菱傳媒》RWnews. 2022-07-04  [2022-07-04]. （原始内容存档于2022-07-04）.
8. ↑  游凱翔. . 中央社. 2022-07-04  [2022-07-04]. （原始内容存档于2022-07-04）.
9. ↑  . 自由時報. 2007-05-15  [2010-11-26]. （原始内容存档于2011-12-03）.
10. ↑  陳肇敏：落實工作管制 善用預算資源 （页面存档备份，存于） .軍聞社.2008-08-25
11. ↑  國防部記者會參考資料-國防部遷建工程–「博愛分案」說明 （页面存档备份，存于） 中華民國國防部.2005-09-28
12. ↑  新國防部「平戰結合」特區成形 （页面存档备份，存于） 中央廣播電台.2010-04-19
13. ↑  空軍司令部遷大直忠勇營區 （页面存档备份，存于） 台灣英文新聞.2012-10-06
14. ↑  . 中央社. 2012-10-06  [2012-10-06]. （原始内容存档于2012-11-14）.
15. 1 2 3 4 5 6  . 中華民國國防部-全球資訊網. 2022-01-01  [2018-04-29]. （原始内容存档于2019-04-17） （中文（臺灣））.
16. ↑  軍備釋商機密不流向中共 國防部設置安全調查辦公室 （页面存档备份，存于），聯合報，2017-10-08
17. ↑   (PDF). （原始内容存档 (PDF)于2024-05-27）.
18. ↑   (PDF). （原始内容存档 (PDF)于2024-05-27）.
19. ↑  朱才樑，〈中國陸軍總司令部概況〉，頁117。
20. ↑  陳誠著，何智霖編輯，《陳誠先生回憶錄：抗日戰爭》，頁645。
21. ↑  〈麥克魯談中國建軍〉，《大公晚報》，1945年10月3日，版1。
22. ↑  徐世江，〈國民黨政府軍事整編改制的內幕〉，全國政協文史資料委員會編，《中華文史資料庫》，第6卷政治軍事編（北京：中國文史出版社，1996），頁165－168。
23. 1 2 3 4 5 6 7 8 9 10 11 12 13  陳佑慎. .  (博士论文). 國立政治大學. 2016  [2020-09-01].
24. 1 2 3 4  國防部編，《國防部暨各總司令部科長以上主管簡歷冊》（1946、1948）。
25. 1 2  〈國防部卅八年度工作報告〉，《國軍檔案》，檔號：109.3/6015.14。
26. 1 2  朱瑞月編，《國民革命建軍史·第二部：安內與壤外》，頁124－126。
27. 1 2 3 4  張朋園、沈懷玉合編，《國民政府職官年表（1925－1949），第1冊》，頁160－180。
28. ↑  李坤城，湯曜明等黨紀案　國民黨從輕發落 （页面存档备份，存于），李坤城，新台灣新聞週刊，2002-02-20
29. ↑  李明賢、黃忠榮，移老蔣銅像 國民黨算帳 李傑被撤銷黨籍 （页面存档备份，存于），自由時報，2007-03-10
30. ↑  部長簡介 （页面存档备份，存于）.中華民國國防部-全球資訊網.2021-02-23
31. ↑  歷任部長 （页面存档备份，存于）.中華民國國防部-全球資訊網.2021-02-23
32. ↑   (PDF).   [2013-09-06]. （原始内容 (PDF)存档于2014-08-19）.
33. 1 2  「國防部次長暨參謀總次長及各單位科長以上人員簡歷冊」（1950年1月）
34. 1 2  《蔣中正總統文物》，國史館藏，典藏號：002-080102-00024-006
35. ↑  . 中央社. 2017-03-09  [2017-08-13]. （原始内容存档于2017-08-13）.

### 文獻
- 國防法 （页面存档备份，存于）.全國法規資料庫.民國 101 年 06 月 06 日
- 行政院組織法 （页面存档备份，存于）.全國法規資料庫.民國 111 年 01 月 19 日
- 國防部組織法 （页面存档备份，存于）.全國法規資料庫.民國 110 年 06 月 09 日
- 國防部處務規程 （页面存档备份，存于）.全國法規資料庫.民國 110 年 12 月 17 日
- 妨害兵役治罪條例 （页面存档备份，存于）.全國法規資料庫.民國 111 年 05 月 18 日

## 外部連結
- 官方网站 （繁體中文）（英文）
- 中華民國國防部發言人的Facebook專頁
- 國防部發言人官方IG的Instagram帳戶
- YouTube上的國防部發言人頻道
- 國防部 Ministry of National Defense, R.O.C. 🇹🇼的X（前Twitter）
- 國家軍事博物館籌備處的Facebook專頁
- 國家軍事博物館籌備處的Instagram帳戶